# Jack Barron et l'Éternité
Pour les articles homonymes, voir Barron.
Jack Barron et l'Éternité (titre original : Bug Jack Barron) est un roman de science-fiction de Norman Spinrad publié en 1969. 
Ce roman est l'une des œuvres majeures de la littérature de science fiction américaine des années 1960-1970.

## Résumé
Jack Barron, ancien révolutionnaire communiste désabusé, est devenu le présentateur-vedette d'une émission de télévision américaine très populaire : Bug Jack Barron. Principe de l'émission : un téléspectateur appelle Jack Barron en direct pour pousser un « coup de gueule » contre la société et Jack Barron organise ensuite le débat entre le téléspectateur en colère et la personnalité du monde politique ou financier qu'il a choisie pour lui répondre. Jack Barron, toujours très cynique, mène la vie dure aux personnalités qu'il appelle pendant son émission, et son sens aigu de la repartie fait de lui l'homme public le plus redouté de la classe politique américaine, bien que son émission apparaisse aussi comme une soupape de sécurité entre le pouvoir en place et le peuple. De fait, Barron choisit soigneusement les « cas » traités et s'arrête toujours avant la ligne rouge. 
Deux événements politiques importants marquent l'actualité : l'élection du futur président des États-Unis, et le passage devant le Congrès d'un projet de loi autorisant l'État à financer la « Fondation pour l'Immortalité Humaine », l'entreprise du richissime Benedict Howards, qui a pour but de cryogéniser des clients payants le temps que la science découvre le moyen de prolonger la vie, voire de la rendre éternelle.
Lorsque Benedict Howards se rend compte que l'émission de Jack Barron met en péril ses projets, il lui propose de partager son secret et de signer un contrat d'immortalité contre son silence et sa coopération.
Quand Jack Barron découvrira l'abominable secret de l'immortalité que cache Benedict Howards, il interrogera sa conscience léthargique et sera de nouveau confronté à ses idéaux de jeunesse.

## Classique de la science-fiction
Ce roman est considéré comme un grand classique de la science-fiction dans les ouvrages de référence suivants :
- Annick Beguin, Les 100 principaux titres de la science-fiction, Cosmos 2000, 1981 ;
- Jacques Sadoul, Anthologie de la littérature de science-fiction, Ramsay, 1981 ;
- La Bibliothèque idéale de la SF, Albin Michel, (1988) ;
- Enquête du Fanzine Carnage mondain auprès de ses lecteurs, 1989 ;
- Lorris Murail, Les Maîtres de la science-fiction, Bordas, coll. « Compacts », 1993 ;
- Stan Barets, Le science-fictionnaire, Denoël, coll. « Présence du futur », 1994 ;
- Bibliothèque idéale du webzine Cafard cosmique.

## Éditions
- Bug Jack Barron, Walker & Co., 1969, 372 p.
- Jack Barron et l'Éternité, Robert Laffont, coll. « Ailleurs et Demain », 1971, trad. Guy Abadia ; réédition en 1975
- Jack Barron et l'Éternité, Edito-Service, coll. « Les chefs-d'œuvre de la science-fiction », 1975, trad. Guy Abadia
- Jack Barron et l'Éternité, J'ai lu, coll. « Science-fiction » no 856, 1978, trad. Guy Abadia  (ISBN 2-277-11856-7) ; réédition en 1999  (ISBN 2-290-30006-3), 2002  (ISBN 2-290-32113-3), 2007  (ISBN 978-2-290-32113-3) et 2010  (ISBN 978-2-290-02836-0)
- Jack Barron et l'Éternité, Le Livre de poche, coll. « Science-fiction » no 7090, 1988, trad. Guy Abadia  (ISBN 2-253-04626-4)
- Jack Barron et l'Éternité, J'ai lu, coll. « Nouveaux Millénaires », 2016, trad. Guy Abadia avec une nouvelle postface de l'auteur traduite par Hélène Collon  (ISBN 978-2-290-10549-8)
- Jack Barron et l'Éternité, J'ai lu, coll. « Science-fiction » no 856, 21 juin 2023, trad. Guy Abadia avec une nouvelle postface de l'auteur traduite par Hélène Collon  (ISBN 978-2-290-10552-8)